# Lophostemon
Genre
Classification phylogénétique
Lophostemon est un genre de plantes à fleurs de la famille des Myrtaceae. Il regroupe quatre espèces d'arbres à feuillage persistant originaires d'Australie et qui étaient classés jusqu'à récemment dans le genre Tristania.
Ce sont:
- Lophostemon confertus (en anglais : Brush Box, Queensland Box, Brisbane Box)
- Lophostemon grandiflorus (en anglais : Northern Swamp Box)
- Lophostemon lactifluus
- Lophostemon suaveolens (en anglais : Swamp Turpentine, Swamp Box).

Les feuilles sont consommées par certaines espèces de larves de Lépidoptères comme Aenetus ligniveren.